# جون سي بايز
جون سي بايز (بالإنجليزية: John C. Baez) (و. 1961 – م) هو رياضياتي، وفيزيائي، ومدون من الولايات المتحدة الأمريكية . ولد في سان فرانسيسكو.

## التعليم
تعلم في جامعة برنستون، ومعهد ماساتشوست للتكنولوجيا

## مناصب وهيئات
أدار جامعة كاليفورنيا (ريفرسايد).